# Religija u Ujedinjenom Kraljevstvu
Religija u Ujedinjenom Kraljevstvu zastupljena je s nekoliko vjerskih zajednica.

## Povijest
U starom vijeku ovdje su se štovali plemenski kultovi. U starorimskoj državi štovala su se rimska božanstva. U toj su religiji bili utjecaji starogrčke i etruščanske religije. Pojava kršćanstva uskoro je došla na otok Britaniju. Kršćanstvo se brže širilo uz zapadnu polovicu Britanije i otok Irsku, nego uz istočnu polovicu. Cornwall, Wales, zapadna Engleska i zapadna Škotska i sjeverna Irska primili su kršćanstvo od 2. do 5. stoljeća, a istočna polovica otoka Britanije primila je kršćanstvo od 5. do 9. stoljeća. Na sjevernoj granici Rimskog Carstva, uz Hadrijanov zid, raširio se kult Mitre, koji je bio i na području današnjeg Walesa i Londona, zatim kultovi Jupitera Dolichenskog. Na jugu su postojale stare zajednice židovskih vjernika. Seoba naroda donijela je valove poganih Germana. Normanska osvajanja pridonijela su dolasku skandinavske religije. Skandinavski element pokršten je do 12. stoljeća.  
Ujedinjeno Kraljevstvo je od pokrštenja tradicijski kršćanska zemlja zapadne Crkve, t.j. rimokatoličanstva, sve do pojave anglikanizma. 
Velika šizma zaobišla je ove zemlje. Zapadni raskol odrazio se da su rimokatolici u Engleskoj i Sjevernoj Irsrkoj bili uz rimskog papu, a u Škotskoj uz protupapu iz Avignona.
Protestantizam se postupno proširio, ali smjenu katoličanstva kao dominantne vjere donio je anglikanizam. Anglikanci su u početku najjača uporišta imali na jugu Engleske. Sjeverna Irska, Wales, jugozapadna Škotska i središnja Engleska imali su oko 1560. važan udio anglikanaca, kalvinisti i cvinglijanci bili su važni udio stanovnika u Škotskoj i središnjoj i sjevernoj Engleskoj. Rimokatolici su se održali kao važni udio stanovnika u Sjevernoj Irskoj, Walesu, središnjoj i sjevernoj Engleskoj te Škotskoj. Ostali protestanti činili su manji udio stanovnika. U Ujedinjenom Kraljevstvu su od uspostave anglikanizma rimokatolici bili smatrani kao čimbenikom nestabilnosti. Kralj Henrik VIII. prekinuo je sveze s Katoličkom crkvom iz straha da bi katolici mogli ugroziti sigurnost kraljevine. Pokušaji prevrata, neuspjela Barutna urota iz 1605. i slično išli su na štetu. Bili su 1688. i 1700. godin doneseni zakoni kojim se britanskim prijestolonasljednicima zabranjuje sklapanje braka s osobama rimokatoličke vjere, ali ne i sa Židovima, muslimanima, hinduistima ili pak s ateistima. Zakoni su doneseni da bi se osigurali da na vlast može doći samo protestantski nasljednik i da se nikako ne bi moglo dogoditi da bi za kralja mogao doći rimokatolik. Zakonskim se mjerama spriječilo vjenčanje potencijalnog nasljednika s pripadnicom Rimokatoličke Crkve. Jedina mogućnost takva braka bila je da se rimokatolički partner odreče rimokatoličke vjere i prijeđe na protestantsku. Točnije, zakon iz 1701. brani nasljeđivanje prijestolja pripadniku kraljevske obitelji, ako on "održava zajedništvo sa sjedištem Rimske Crkve, prikloni se papinskoj religiji ili se vjenča s papistom". Automatski se člana kraljevske obitelji briše s popisa mogućih nasljednika prijeđe li na katoličanstvo ili prekrši ostale stavke tog zakona. Sveti Tomas Morus, ondašnji britanski premijer, platio je životom jer nije htio dopustiti da kralj uzme tuđu ženu.
U Britaniji su poslije protestantske reformacije gotovo pa tretirani na status "odmetnika", pa su djelovali skoro kao podzemni pokret sve do najmanje ranog 18. stoljeća. Zakoni protiv rekuzancije - odbijanja nazočenju anglikanskim bogoslužjima bili su na snazi od Elizabete I. do Đure III., makar se mora reći da nisu uvijek jednako strogo bili sprovađani. 
Britanski premijer zakonskih je ograičenja koja ga u stvari ograničavaju biti katolikom.  Izričite zakonske prepreke za izbor neanglikanca za premijera nema. Ipak, dolazi se u sraz s ustavnom ulogom premijera zbog njegove uloge u postavljanju visokih dužnosnika Engleske Crkve. Premda završnu riječ ima britanski vladar u izboru, on ipak djeluje prema premijerovom savjetu. Zakoni iz 1829. (Roman Catholic Relief Act, odjeljak 17) i 1858. (Jews' Relief Act, odjeljak 4) ne dopuštaju rimokatoliku ni židovskom vjerniku savjetovati vladara u crkvenim stvarima. Posljedica takve potiskivačke politike je da rimokatoličanstvo u Britaniji trpi, a Britanija nikad nije imala rimokatolika za premijera. Vremenom su u Ujedinjeno Kraljevstvo doselili muslimani, sikih i budisti iz bivših engleskih kolonija, a broj im je narastao zbog visoka priraštaja.
Izmjenama zakona dopušteno je britanskom monarhu vjenčati se s katolikom odnosno katolkinjom, ali i dalje ne smije biti katolik. Broj katolika u Ujedinjenom Kraljevstvu narastao je doseljavanjem radne snage iz novih zemalja EU s područja središnje i istočne Europe, zatim Azije (Indija, iz sav. države Kerale), Latinske Amerike i Afrike. Zbog tih doseljenika procvale su rimokatoličke crkve u području Londona, Readinga, Southamptona te sjevernije u starim katoličkim sredinama kao Lancashireu i Liverpoolu. Zbog tih doseljenika crkvene se vlasti trude prilagoditi novim jezicima. Sjedište engleske katoličke hijerarhije je Westminsterska katedrala.

## Vjerska struktura
Procjene koje navodi CIA govore o sljedećem vjerskom sastavu za 2011.:
- kršćani 59,5% (anglikanci, rimokatolici, prezbiterijanci, metodisti)
- muslimani 4,4%
- hinduisti 1,3%
- ostali 2%
- neodređeno 7,2%
- bez vjere 25,7%

Rimokatolika je 5 milijuna. Muslimana je 3 milijuna.

## Galerija
- Širenje kršćanstva u Europi i na Sredozemlju.
- Europa u doba velike podjele 1054. godine.
- Religija u Europi, na Sredozemlju i na Bliskom Istoku 1100.
- Religije u Europi 1560.